# CA San Lorenzo de Almagro

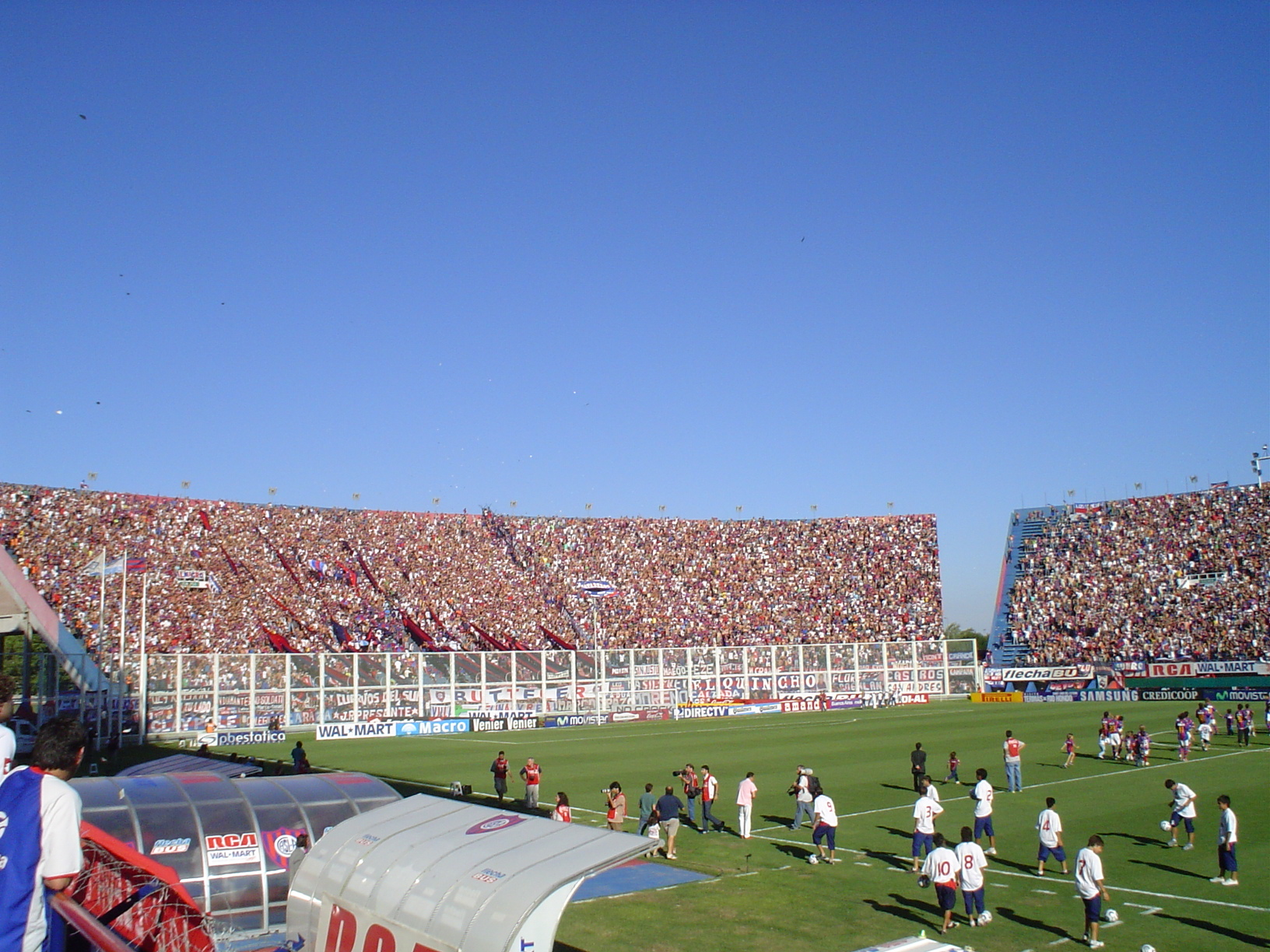

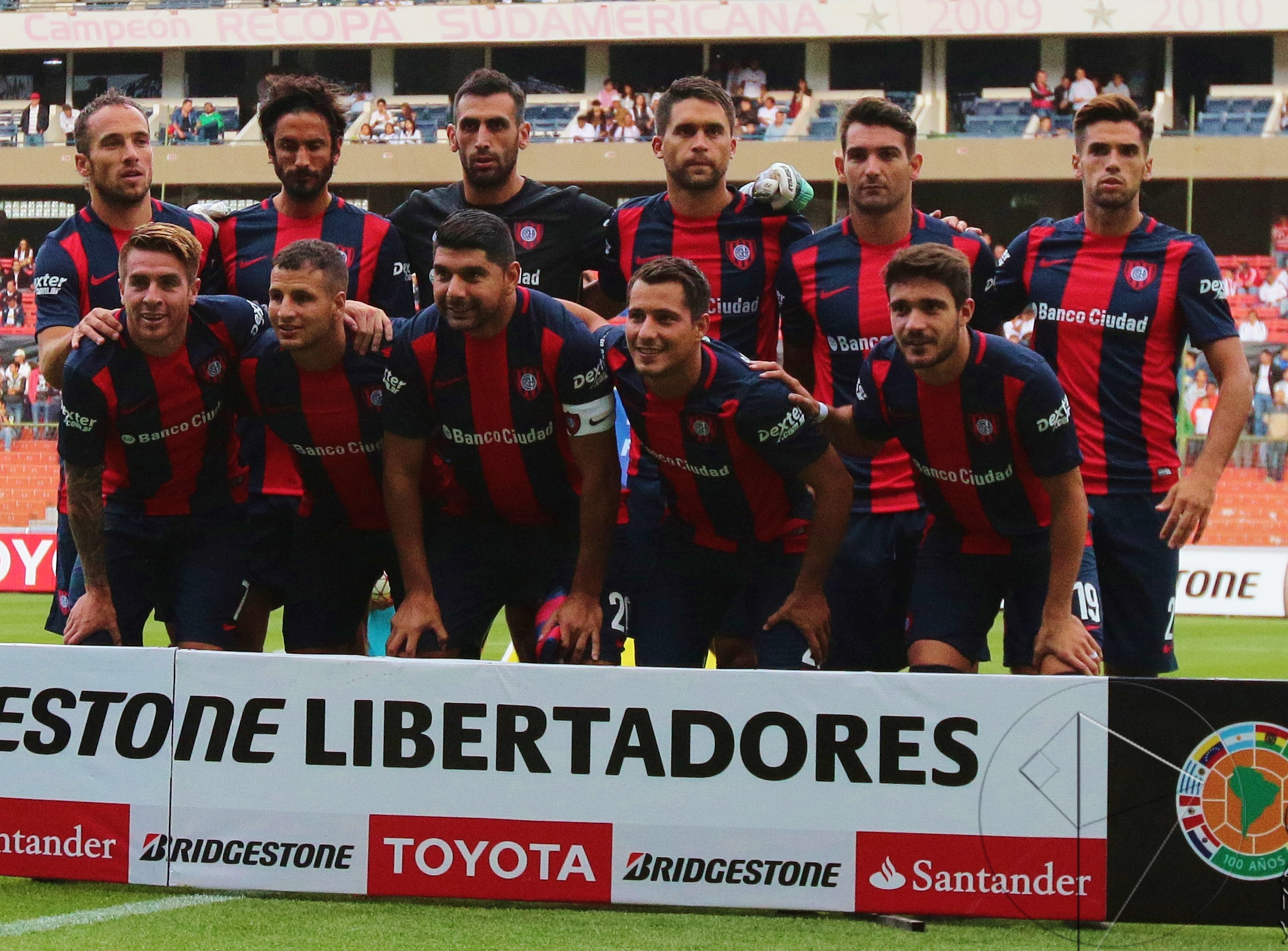

Club Atlético San Lorenzo de Almagro är en sportklubb i Buenos Aires i Argentina. Klubben bildades den 1 april 1908. Den är främst känd för sin fotbollsklubb, som räknas till de fem stora i Argentina. Bland klubbens fans ingår påve Franciskus. Laget har vunnit Primera División de Argentina, högsta ligan, 15 gånger. Internationellt har de vunnit Copa Libertadores 2014, Copa Sudamericana 2002 och 
Copa Mercosur 2001.
I volleyboll har damlaget vunnit argentinska mästerskapet en gång (2021) och kommit trea i Campeonato Sudamericano de Clubes de Voleibol Femenino två gånger (2019 och 2020). Herrlaget spelade 2007-2011 i Liga de Voleibol Argentina, men utan att vinna några titlar.

## Fotbollsspelare
Noterbara spelare för klubben:
- José Luis Chilavert (1985–1987)
- Guillermo Franco (1996–2002)
- Iván Córdoba (1998–2000)
- Fabricio Coloccini (2001)
- Pablo Zabaleta (1997-2005)
- Ezequiel Lavezzi (2004–2007)
- Paulo Silas (1994–1997)
- Nestor Gorosito (1988-1989,1992-1994,1996-1999)
- Alberto Acosta (1998-1990,1991-1992,1998,2001-2003)
- Andrés D'Alessandro (2008)